# Aphilopota otoessa
Aphilopota otoessa är en fjärilsart som beskrevs av Louis Beethoven Prout 1939. Aphilopota otoessa ingår i släktet Aphilopota och familjen mätare. Inga underarter finns listade i Catalogue of Life.